# 朱載垸
成皋端穆王朱载垸（16世纪—1584年），明朝赵康王朱厚煜庶四子，明成祖之仍孫，明朝第一代成皋王。

## 生平
嘉靖十八年（1539年）十二月，明世宗遣撫寧侯朱岳等為正使，尚寶司司丞馬從謙等為副使，持節冊封朱載垸為成皋王。嘉靖二十一年（1542年）十二月，世宗遣武進伯朱海等為正使，翰林院編修郭朴等為副使，持節冊封馬氏為成皋王妃。
嘉靖三十八年（1559年）十一月，其父朱厚煜称病，请求暫令朱載垸代行禮儀，获准。
嘉靖三十九年（1560年）十月的一天，朱厚煜由侍从小苍头侍寝，小苍头早上起床后却发现朱厚煜在床下自缢而死，赶紧叫唤王妃张氏和朱载垸，但朱厚煜气绝已久。张氏和朱載垸上报情状，歸罪于彰德知府傅汝礪、通判田時雨。嘉靖四十年（1561年）二月，明朝廷詔命将傅汝礪等人械送到京城拷問，最终判傅汝礪戍極邊，田時雨则被判处死刑，械送回河南斬首，長史李愚等各自戍罰。当时有传言，朱厚煜为人素来优柔寡断，死前数日被侍从看到喃喃自语、似乎有所怨恨，是因张妃和朱载垸私通，所以自缢，其中内情外人不知，但朱载垸听到议论害怕了，因而和李愚等人称傅汝礪、田時雨因为宗室诸人犯法却被朱厚煜包庇，为此与朱厚煜发生冲突，导致朱厚煜愤而自缢。但其实之前赵王府宗室犯法并非大事，田時雨等未曾冒犯朱厚煜，朱厚煜与他们更无矛盾。当时的舆论认为田時雨蒙冤。
朱厚煜死后，朱載垸因为伤心，形销骨立，庶长子朱翊錝时时侍奉，劝他饮食。
当时赵王长子朱载培、长孙朱翊锱都已去世，朱翊锱夫人奏称赵世曾孙朱常清年幼不能管国事，推举朱載垸及其叔父江寧王朱厚煉管理府事。嘉靖四十年（1561年）三月，世宗從礼部議，暫令身为世曾孙之叔祖的朱載垸保護朱常清，等朱常清年長襲封之日再回府。于是当时人愈发以为朱厚煜是因为张妃和朱載垸私通而自缢。
嘉靖四十四年（1565年），朱常清袭封赵王，朱載垸回到成皋王府。十一月，因朱載垸所请，朝廷赐書院額名遵道。
万历十二年（1584年），朱載垸去世。萬曆十三年（1585年）十二月，明神宗因朱載垸、沅陵王朱致枇、富順王朱載垬、柘城王朱勤煫、東寧伯焦文燿、少師張四維等人去世，輟朝一日。
镇国将军朱翊錝未及被立为成皋长子就已经先去世。万历十五年（1587年）四月，朱載垸之孙、朱翊錝的嫡长子朱常㳛受册袭封成皋王。后来朱常㳛晋封为赵王，但朱載垸没有被追封为赵王的记载。

## 家庭

### 妻妾
- 王妃馬氏
- 夫人李氏，生朱翊錝[8]

### 子孫
- 庶長子：鎮國將軍→成皋昭裕王（追封）朱翊錝
  - 嫡長子：成皋王→趙恪王朱常㳛